# 三念薹草
三念苔草（学名：Carex tsiangii）是莎草科苔草属的植物。分布在中国大陆的广东等地，常生于山坡灌丛中，目前尚未由人工引种栽培。

## 别名
三念草（增城）